# Ziya Pashá

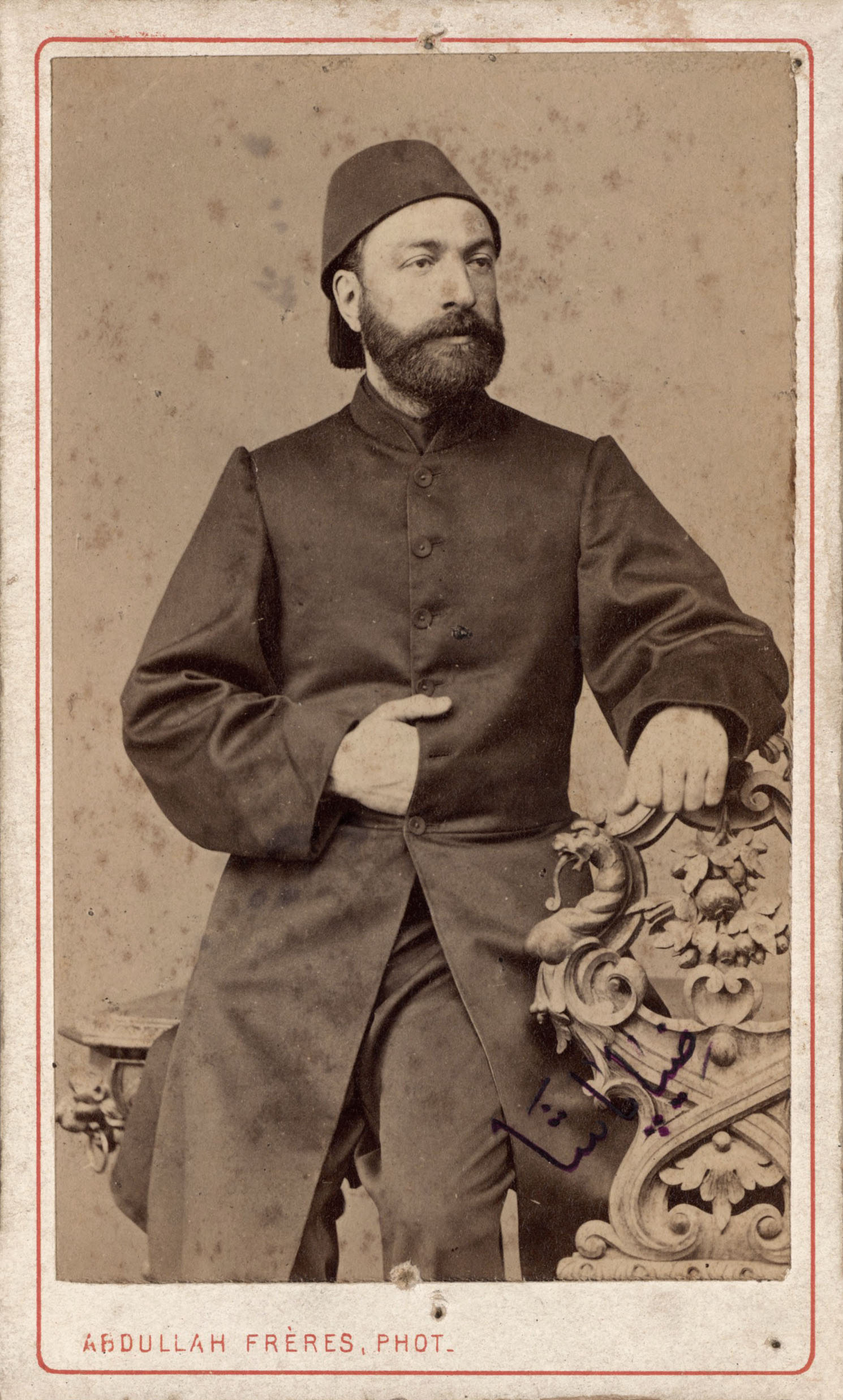
Ziya Pashá

Ziya Pashá (nacido Abdulhamid Ziyaeddin) (Estambul, 1825 — Adana, 17 de mayo de 1880) fue un estadista, escritor y traductor turco otomano. Junto con Namık Kemal, fue uno de los miembros más importantes de los Jóvenes Otomanos.
Como el resto de los Jóvenes Otomanos criticó el carácter autoritario de Tanzimat y denunció la presión y la influencia europeas sobre la sociedad otomana. Así en la década de 1860 escribió:

Hemos asistido como meros espectadores mientras nuestro comercio, nuestros oficios e incluso nuestras destartaladas chozas han sido entregados a los extranjeros… Muy pronto resultará imposible ganarse la vida.

Y también se ocupó del peligro que corría la identidad musulmana por la influencia de los «francos» (es decir, de los europeos):

El islam, dicen, es un obstáculo para el progreso del Estado;
esa historia no se conocía anteriormente, y ahora está de moda.
Olvidar nuestra lealtad religiosa en todos nuestros asuntos
seguir las ideas de los francos es lo que ahora está de moda.